# 亞洲太平洋超級棒球賽
亞洲太平洋超級棒球賽為1995年11月22、23日在福岡巨蛋球場舉行的國際型職棒比賽，參賽隊伍為主辦方東道主日本職棒大榮鷹，以及受邀參賽的韓國職棒韓火鷹、澳洲明星隊、中華職棒統一獅。
其中主辦方原本邀請中國派隊參賽，但因中國組隊不及，改請大洋洲的澳洲棒總組織澳職明星聯隊代替。澳洲棒總更以當時澳職八隊的明星聯隊，再徵召四名具大聯盟經驗的球星成軍，包括當時還在MLB釀酒人打球、生涯百轟的重砲捕手Dave Nilsson。

## 逐場賽況

### 11月22日

#### 第一戰
第一戰，統一獅推派20勝強投該季MVP郭進興，迎戰地主隊大榮鷹時年27歲的藤井將雄。
藤井的速球非常極具壓制力，在他6局主投下，冠軍班底出戰的統一獅別說得分，就連飛球都打不出來。但已32歲的郭進興不惶多讓，最快球速雖不到140公里，靠著多樣變化球和精準控球徹底迷惑大榮鷹。即便隊友還在適應人工草皮、守備穩健的游擊手羅國璋和三壘手吳思賢先後發生失誤，但郭進興仍能屢屢化險為夷，大榮鷹最多只能攻上二壘。
七局上，大榮鷹由齊藤貢接替投球，但雙方仍維持僵持局面，8局打完依舊是0：0。九局上，統一獅在兩出局後當家四棒羅敏卿被保送上壘，右外野手陳政賢敲出適時安打，第六棒多明尼加洋砲林克整季低迷但在這時逮住機會掃出深遠安打，二壘上的代跑耿健輝輕鬆跑回第一分，但陳政賢快馬加鞭搶攻本壘時被回傳球觸殺在本壘前。
九局下，郭進興繼續上場投球，但一出局後體力不濟，連投兩次四壞球。大石彌太郎當機立斷押上守護神百力，王貞治監督也換上替補內野手若井基安代打。若井奮力將球打穿一二壘防線形成安打，但上個半局在本壘前飲恨的陳政賢竟然適時回敬一記雷射肩長傳美技，將跑者坊西浩嗣觸殺在本壘前。逃過一劫的百力大受鼓舞，順利拿下最後一個出局數解決，統一獅最終以1：0力克大榮鷹進軍決賽。

#### 第二戰
雖然號稱「夢幻隊」陣容還有4名具大聯盟經驗的球星成軍，包括當時還在MLB釀酒人打球、生涯百轟的重砲捕手Dave Nilsson，不過韓火鷹仍以6：0闖進冠軍戰。

### 11月23日

#### 季軍戰
季軍戰則由大榮鷹取得勝利。該場比賽大榮鷹無心戀戰全場只打了3支安打，卻靠著澳職明星隊連連失誤，以5：0「慘勝」；澳洲隊兩場球都被完封、狂失11分。

#### 冠軍戰
冠軍戰，先攻的韓火鷹派出該季先發後援兩頭跑但運氣不佳承擔敗投王的當家左投具臺晟（該季先發後援兩頭跑，4勝14敗18救援、防禦率3.54）統一獅隊則以謝長亨（該季12勝11敗，防禦率2.81）應戰。
謝長亨一局上就遭遇亂流，連被擊出3安失1分，並且局局被敲安險象環生，好在都被統一獅嚴密防守擋住；統一獅打線受制具臺晟的快速球，前五局都沒有安打。
七局上，韓火鷹一出局攻占滿壘，但統一獅中繼洋投包威（John Barfield）連抓兩個出局數力保不失。統一獅直到七局下才敲出安打。
八局下，表現威風八面的具臺晟續投也迅速抓下羅敏卿，但陳政賢大棒敲出中外野深遠二壘安打，接著林克選到四壞保送，曾智偵投手前滾地卻讓他回身快傳二壘傳偏，不僅無法雙殺安全下庄，還造成一人出局滿壘。接著，江泰權擊出1分打點安打令謝長亨解套，吳思賢再補一支1分打點安打讓具臺晟黯然退場。第一棒羅國璋雖執行強迫取分失敗、造成二出局，不過統一獅仍敲出第三支1分打點安打，寫下3分大局逆轉戰局。
九局上，包威在一出局後雖被攻佔一壘，隨即讓對手形成雙殺，比賽結束，統一獅以3：1擊敗韓火鷹取得冠軍。吳思賢兩場球唯一安打卻帶有價值連城的勝利打點，獲選大賽MVP。

## 外部連結
- 亞洲太平洋超級棒球賽在台灣棒球維基館上的頁面（繁體中文）